# 看護専門学校

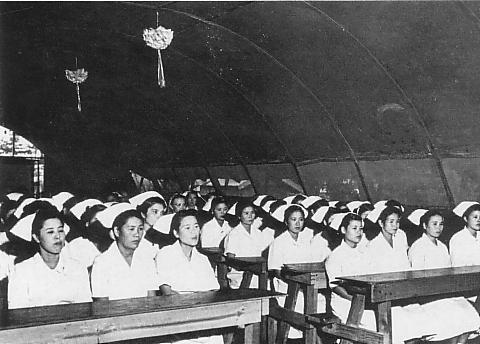
沖縄中央病院看護専門学校
（現: 沖縄県立中部病院看護専門学校）

看護専門学校（かんごせんもんがっこう、英語: nursing school）、および看護師養成所は、厚生労働省管轄の看護師養成・看護教育を行う学校である。名称は「○○看護専門学校」だけでなく、「○○看護学校」もある。看護学校というと、看護専門学校のみを対象とせず、文部科学省管轄の看護短期大学や大学の看護系学部なども含まれる。看護短期大学や看護系学部の場合は、保健師や助産師ルートも選び易い一方、看護専門学校は3年間で「即戦力の看護師を育てる」という目的のもと、多くの看護実習で看護師に必要な実践的なスキルを養うカリキュラムが組まれている。
一般的には全日制で修業年限が3年であることが多いが、すでに准看護師資格を有する者が看護師（正看護師）になるための修業年限が2年のコースも存在する。専門教育の中では、看護に関する講義だけでなく、医療処置や看護技術に関する実技演習や、病院実習などが多いことも特徴である。
多くの学生は卒業見込扱いで看護師国家試験の受験資格が得られ、試験後に卒業証明書を厚生労働省へ提出する。試験合格後に看護師籍登録手続きを行い、登録後、看護師として業務を行うことができる。

## 概要
学校の法的な位置づけは、学校教育法に定める専修学校（1975年（昭和50年） - ）の中の専門学校扱いがほとんどで、一部各種学校になっているものもある。また、保健師助産師看護師法にて定められた設置基準や教育課程を満たし、厚生労働省にて認可を受けている。
かつては働きながら学ぶというケースも少なくなく、夜間制や昼間の定時制もあったが、今ではほとんどが姿を消している一方で、大学を卒業した社会人が看護師となるべく入学してくる割合が増加しており、リカレント教育としての役割も期待され始めている。
日本における保健師助産師看護師養成所には、他に修業年限4年の看護大学、もしくは修業年限3年の看護短期大学があり、近年、看護大学の卒業生の割合が増えてきているものの、今のところ最も多くの看護師を養成しているのは本項で扱う看護専門学校である。英語でschool of nursingと表記した場合は、大学の看護学部を指すことが一般的で、日本では「看護大学（看護大）」として区別している。このほかには厚生労働省所管の国立看護大学校がある。
修業年限3年のコースでは、看護大学と異なり、看護師の受験資格が取得できるのみで、保健師や助産師については別途、保健師・助産師養成所に進学する必要がある。ただし、1997年4月、「看護師・保健師統合カリキュラム」が制定され、保健師の受験資格も同時に取得できる修業年限4年の看護専門学校が設立されており、2006年6月現在で10校存在する。なお、看護師・助産師統合カリキュラムも同時に制定されたが、2006年6月現在開設されていない。
また看護専門学校の卒業生等に対して、課程は減っているものの3年次への編入学の道を用意している看護大学もあり、そこで保健師や助産師の教育を受ける者もいる。

## 設置主体による学校の種類
看護専門学校の設置主体には以下のようなものがあり、それぞれに特徴がある。
- 医療法人や社会福祉法人など各種法人・団体が設置運営する学校。昨今の看護医療系4年制大学に移行しつつあるため、その数・種類は2000年以降大幅に減少傾向である。
  - 市中の病院（医療法人）や医師会
  - 日本赤十字社や済生会
  - 農協の関連団体である厚生農業協同組合連合会
  - 労働者健康福祉機構による労災看護専門学校
  - 民間企業の職能病院（製鉄記念八幡看護専門学校など）
  - 宗教法人系（キリスト教修道会の運営のものの他、2022年3月閉校の佼成看護専門学校、2014年3月閉校の天理看護学院など）
  - 政治団体系（民医連看護学校など）
- 地方公共団体が設置運営する学校
  - 都道府県や市町村が公立病院に附属する形で設置。
  - 都道府県や市町村が直接独立した看護学校として設置。この場合隣接する病院にて実習等の教育が行われる。
- 国（厚生労働省）が所管する独立行政法人、国立病院機構が設置する学校
  - 1999年から始まった国立病院、国立療養所などの統廃合や2004年4月の国立病院機構の発足によりこれまで附属していた看護専門学校や准看護学校、およびリハビリテーション学院等が全国で閉校となってきている。また、予算や需要の関係から閉校し私立大学へ教育を受け継ぐ例が増えてきている。(災害医療センター附属昭和の森看護学校など）
- 国立、公立、私立大学が設置する学校（医学部附属看護学校などとして）
  - 1990年代後半から看護専門学校から大学看護学科などへ転換され、大学での看護教育が行われるようになってきているため減少傾向にある。(東京大学、東京医科大学など)
  - 一方で、私立大学では、大学の定員だけでは附属病院の看護師の需要を満たせないと考えられる場合、特に北里大学[注釈 1]や東京女子医科大学、東京慈恵会医科大学のように複数の地域で病院を有する場合などに、大学教育とは別に看護学校が設置されている例もみられる。

## 教育内容
一般的な3年制の全日制看護専門学校の場合、保健師助産師看護師学校養成所指定規則第4条3項に基づき、教育内容は以下の別表3に定めるもの以上とすること、とされている。
別表3
| 教育内容     | 教育内容                   | 単位数 |
| 基礎分野     | 科学的思考の基盤           | 13     |
| 基礎分野     | 人間と生活・社会の理解     | 13     |
| 専門基礎分野 | 人体の構造と機能           | 15     |
| 専門基礎分野 | 疾病の成り立ちと回復の促進 | 15     |
| 専門基礎分野 | 健康支援と社会保障制度     | 6      |
| 専門分野Ｉ   | 基礎看護学                 | 10     |
| 専門分野Ｉ   | 臨地実習                   | 3      |
| 専門分野Ｉ   | 基礎看護学                 | 3      |
| 専門分野ＩＩ | 成人看護学                 | 6      |
| 専門分野ＩＩ | 老年看護学                 | 4      |
| 専門分野ＩＩ | 小児看護学                 | 4      |
| 専門分野ＩＩ | 母性看護学                 | 4      |
| 専門分野ＩＩ | 精神看護学                 | 4      |
| 専門分野ＩＩ | 臨地実習                   | 16     |
| 専門分野ＩＩ | 成人看護学                 | 6      |
| 専門分野ＩＩ | 老年看護学                 | 4      |
| 専門分野ＩＩ | 小児看護学                 | 2      |
| 専門分野ＩＩ | 母性看護学                 | 2      |
| 専門分野ＩＩ | 精神看護学                 | 2      |
| 統合分野     | 在宅看護論                 | 4      |
| 統合分野     | 看護の統合と実践           | 4      |
| 統合分野     | 臨地実習                   | 4      |
| 統合分野     | 在宅看護論                 | 2      |
| 統合分野     | 看護の統合と実践           | 2      |
| 合計         | 合計                       | 97     |

## 准看護師養成校からの進学者
准看護師の養成学校、あるいは高等学校の衛生看護科等（看護高等学校）から看護師国家試験受験資格の取得のための進学を希望する者のための「進学コース」と称される2年課程の教育を行う看護専門学校も多数存在したが、准看護師の養成校が減少していることから（1967年753校→2022年196校）、2022年現在において116校程度まで減少している。そのほか2年課程の通信制が2022年3月現在16校ある。
2015年12月21日、厚生労働省は、通信制の入学資格の1つである実務経験年数を10年以上から7年以上に短縮した。2018年4月1日施行で、さらに「5年以上」への短縮も含め、2021年を目途に必要な見直しを行うとしている。

## 専任教員
看護専門学校にて学生に授業を行う教員を専任教員という。保健師助産師看護師学校養成所指定規則では看護師養成所では別表3に
掲げる教育内容を教授することができるために適当な数の教員数を有すことと看護師の資格を有する専任教員が8人以上必要なことが
定められている。専任教員になるためには5年以上の看護師としての業務従事経験を有し、その後厚生労働省の定める研修を受講し
修了するか、別表3のいずれかの専門領域に3年以上従事し、大学において教育に関する科目を履修して卒業する必要がある。